# Hersiliola
Genre
Synonymes
- Hersilidia Simon, 1870

Hersiliola est un genre d'araignées aranéomorphes de la famille des Hersiliidae.

## Distribution
Les espèces de ce genre se rencontrent en Europe du Sud, dans le Nord de l'Afrique et dans le Sud de l'Asie.

## Liste des espèces
Selon World Spider Catalog (version 26, 10/06/2025) :
- Hersiliola afghanica Roewer, 1960
- Hersiliola artemisiae Zamani, Mirshamsi & Marusik, 2017
- Hersiliola babilina Hamid & Al-Khazali, 2025
- Hersiliola babylonica Zamani & Marusik, 2022
- Hersiliola bayrami Danişman, Sancak, Erdek & Coşar, 2012
- Hersiliola eltigani El-Hennawy, 2010
- Hersiliola esyunini Marusik & Fet, 2009
- Hersiliola korbi Fomichev, 2025
- Hersiliola lindbergi Marusik & Fet, 2009
- Hersiliola macullulata (Dufour, 1831)
- Hersiliola simoni (O. Pickard-Cambridge, 1872)
- Hersiliola sternbergsi Marusik & Fet, 2009
- Hersiliola turcica Marusik, Kunt & Yağmur, 2010
- Hersiliola versicolor (Blackwall, 1865)
- Hersiliola xinjiangensis (Liang & Wang, 1989)

## Systématique et taxinomie
Ce genre a été décrit par Thorell en 1870 dans les Hersiliidae.
Hersilidia a été placé en synonymie par Simon en 1882.

## Publication originale
- Thorell, 1870 : « On European spiders. » Nova Acta Regiae Societatis Scientiarum Upsaliensis, sér. 3, vol. 7, p. 109-242 (texte intégral).